# JAC (motorfiets)
JAC is een Tsjechisch historisch merk van motorfietsen.
De bedrijfsnaam was: Továrna na Motocykly, J.A. Cvach, Horažďovice.
J.A.Cvach produceerde van 1929 tot 1932 een bijzondere 500cc-eencilinder-blokmotor met asaandrijving. Hij gebruikte een plaatframe, waarin de benzinetank geïntegreerd was.